# 756년

## 연호
- 당(唐) 천보(天寶) 15재 / 지덕(至德) 원재
- 일본(日本) 덴표쇼호(天平勝宝) 8세

## 기년
- 당(唐) 현종(玄宗) 45년 / 숙종(肅宗) 원년
- 신라(新羅) 경덕왕(景德王) 15년
- 발해(渤海) 문왕(文王) 20년

## 사건
- 756년 발해 문왕 20년 중경현덕부에서 상경용천부로 수도를 천도함

## 문화
- 지덕의 연호는 신라에서 쓰이지 않고, 계속 천보의 연호가 사용되다.

## 사망
- 양귀비
- 중국 당나라의 정치가 양국충.